# رودريغو الأورينا
رودريغو الأورينا (بالإسبانية: Rodrigo Ureña)‏ (1 مارس 1993 بكونشالي في تشيلي - ) هو مدرب كرة قدم ولاعب كرة قدم تشيلي في مركز الوسط. لعب مع نادي أونيفرسيداد دي تشيلي ويونيون إسبانيولا ونادي كوبريسال.

## وصلات خارجية
- رودريغو الأورينا على موقع قاعدة بيانات كرة القدم.إي يو (الإنجليزية)
- رودريغو الأورينا على موقع Soccerway.com (الإنجليزية)
- رودريغو الأورينا على موقع عالم كرة القدم.نت (الإنجليزية)
- رودريغو الأورينا على موقع AS.com (الإسبانية)